# コランニュレン
コランニュレン(コランヌレンとも、corannulene) はC20H10の化学式で表される多環芳香族炭化水素である。 5つのベンゼン環がリング状に縮環した形状をしており、[5]サーキュレンとも呼ばれる 。この分子はジオデシックポリアレーンの一種であり、またバックミンスターフラーレンの部分構造と見ることができるため関心を集めている。お椀状の形をしており、バックミンスターフラーレンの愛称であるバッキーボール（buckyball）にちなんで時にバッキーボウル（buckybowl）と愛称される。コランニュレンはbowl-to-bowl反転をすることが知られており、その際のエネルギー障壁は-64℃で10.2kcal/mol(42.7kJ/mol)である。

## 合成
コランニュレンの合成ルートはいくつか存在する。最初の合成は1966年に多段階有機合成によって達成され、その後1991年に瞬間真空熱分解による合成がなされた。この方法は一般的に溶液化学的合成よりも収率が低くなる傾向にあるが、より多くの誘導体を合成することができる。以下にフルオランテン誘導体からの求核置換-脱離反応による合成例を示す。
ブロモ基を過剰のn-ブチルリチウムによって除去するとコランニュレンになる。
その後、Siegelらにより溶液化学的合成によるグラム単位、そしてキログラム単位での合成が可能となった。
様々な官能基付加が試みられており、エチル基、エーテル基、スルフィド基、白金置換基、アリール基、フェナレニル縮環構造、インデノ環などが付加したものが合成されている。

## 芳香族性
コランニュレンは芳香族性を示すが、最初に合成を達成したバースとロートンはこれを内外二つの環構造を考えることで説明した。すなわち、コランニュレンは共鳴により分極して内側は6π電子系であるシクロペンタジエニルアニオン、外側は14π電子系である[15]アヌレニルカチオンと見るのである。コランニュレンという名称も彼らによる命名であり、このモデルに由来している(core + annulene)。なお、ロートンの夫人アン(Ann)の名が織り込まれているともいわれる。
しかしながら、後に理論化学計算からこの予測の妥当性に疑問が示されている
。